# コスモス1686号

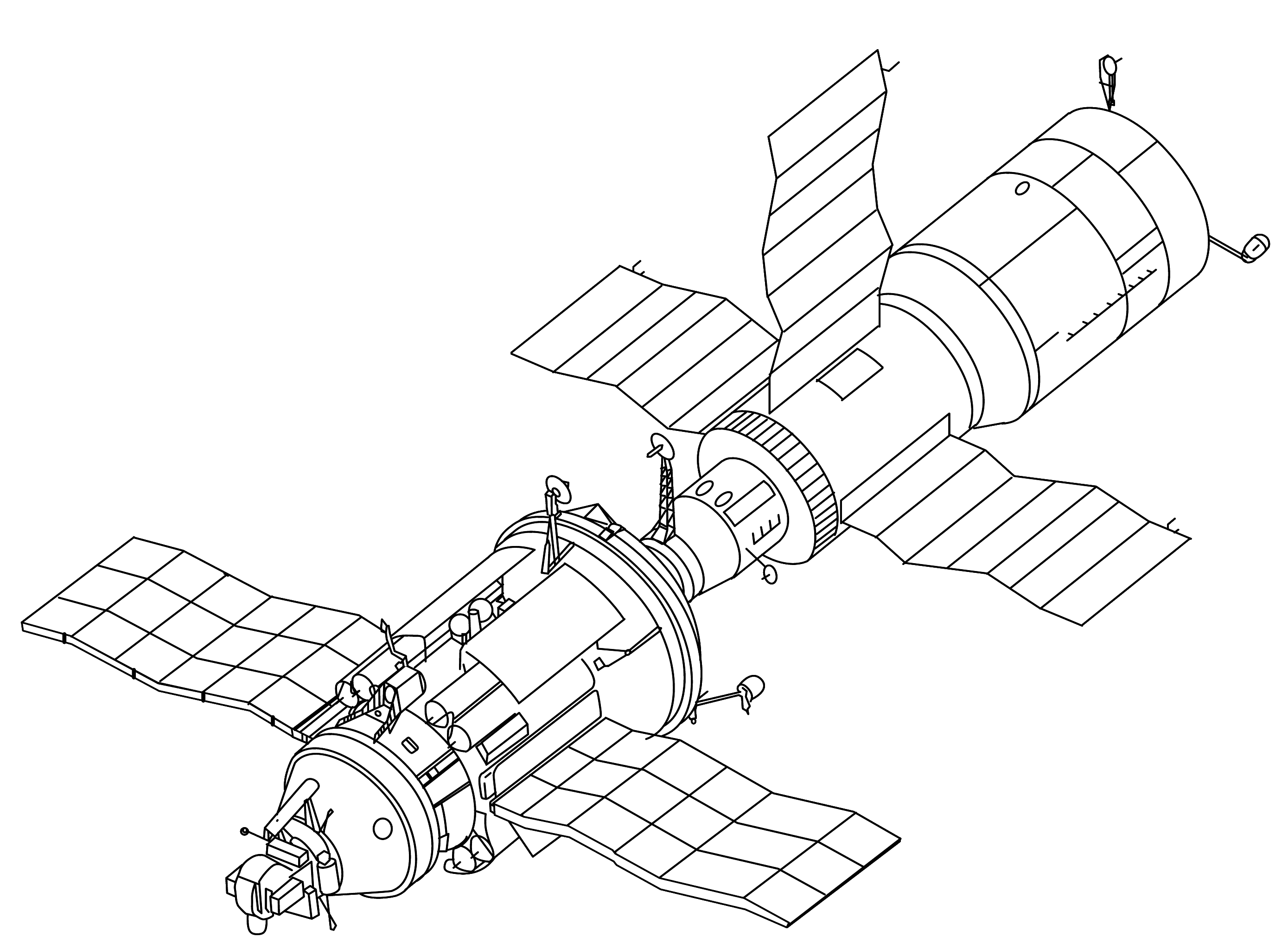
ドッキングしたサリュート7号（右上）とコスモス1686号。

コスモス1686号（コスモス1686ごう、ロシア語：Космос-1686、ラテン文字表記の例：Cosmos 1686）とは、1985年にソビエト連邦によって打ち上げられた宇宙ステーションへの補給船。TKSの4回目の飛行で、3回目の補給ミッションだった。

## 設計
コスモス1686号は、TKSと呼ばれる重量18トンの大型宇宙船で、帰還用のVAカプセルと、大きな内容積を持つFGBモジュールから構成されていた。もともとはアルマース宇宙ステーションへの補給のために開発されたが、アルマース計画のキャンセルに伴いサリュート計画の補給ミッションに使用された。設計上は有人打ち上げも可能だったが、実際に有人で打ち上げられることはなかった。
コスモス1686号はサリュートに結合したまま大気圏に突入する予定だったため、帰還カプセルは不要となった。このため以前のTKSと異なり、カプセルはスペクトル計や赤外線望遠鏡を備えた観測モジュールに改造された。

## 飛行
コスモス1686号は、1985年9月27日にバイコヌール宇宙基地からプロトンロケットによって無人で打ち上げられた。5日後の10月2日にサリュート7号とドッキングし、4.5トンの積荷を送り届けた。このときサリュートにはソユーズT-14の宇宙飛行士が滞在していた。
1985年11月21日、ソユーズT-14が帰還し、宇宙ステーションは無人になった。
1986年5月6日、ソユーズT-15で宇宙飛行士が訪れ、6月25日まで滞在した。これがサリュート7号最後の有人ミッションとなった。同年8月、コスモス1686号はエンジンを噴射し、宇宙ステーションの軌道高度を475kmまで押し上げた。その後、軌道高度は大気の抵抗のため低下し続けた。
1991年2月7日、コスモス1686号はサリュート7号とともにアルゼンチン上空で大気圏に突入した。
コスモス1686号はTKSの4回目の飛行で、一つ前のTKSのミッションは1983年4月のコスモス1443号だった。純粋なTKSのミッションはコスモス1686号で終了したが、1987年3月にはTKSの設計を流用したクバント1モジュールが打ち上げられた。

### 1985年10月8日観測の飛翔体
1985年10月8日19時53分頃、関東から四国にかけて観測された発光する飛翔体は、コスモス1686号打ち上げに使われたロケットモジュールの大気圏再突入であるとみられている。この飛翔体は当時甲子園球場で開催されていた阪神タイガース対ヤクルトスワローズ戦の中継カメラにも収められた。